# Hadjer Hadid
Hadjer Hadid  è un comune del Ciad situata nel dipartimento di Assoungha, provincia di Ouaddaï.